# Saint-Martial (Charente-Maritime)
Saint-Martial is een gemeente in het Franse departement Charente-Maritime (regio Nouvelle-Aquitaine) en telt 119 inwoners (2005). De plaats maakt deel uit van het arrondissement Saint-Jean-d'Angély.

## Geografie
De oppervlakte van Saint-Martial bedraagt 4,0 km², de bevolkingsdichtheid is 29,8 inwoners per km².
De onderstaande kaart toont de ligging van Saint-Martial (Charente-Maritime) met de belangrijkste infrastructuur en aangrenzende gemeenten.

## Demografie
Onderstaande figuur toont het verloop van het inwonertal (bron: INSEE-tellingen).